# Dictyophara seladonica
Dictyophara seladonica är en insektsart som beskrevs av Melichar 1912. Dictyophara seladonica ingår i släktet Dictyophara och familjen Dictyopharidae.
Artens utbredningsområde är Portugal. Inga underarter finns listade i Catalogue of Life.